# Szent Ámon
Szent Ámon, Amun vagy Ammon (294 körül – 356 előtt) egyiptomi szerzetes, egyike a sivatagi atyáknak.

## Élete
Nitriában volt anachoréta a 3. század-4. században. Gazdag alexandriai család sarja volt, feltehetőleg a 3. század vége felé született. Szülei 22 éves korában meghaltak, rokonai pedig házasságra kényszerítették. Feleségével úgynevezett „József-házasságban" éltek. 320-ban, a rokonok halála után Amun visszavonult a Nitriai-hegy vidékére, körülbelül 70 mérföldre Alexandriától, felesége ugyanekkor kis női közösséget alapított. Amun nem az első remete volt a vidéken, hisz Palladius közlése szerint már 300 előtt létesültek itt monostorok. Amun 13 napi járóföldre telepedett le Remete Szent Antaltól, aki nagyra becsülte és tanácsaival segítette. Többek közt ő javasolta neki, hogy a remeték élére állítson elöljárót, így a hely lavrává szerveződött. Remete Szent Antalról szóló életrajzában Alexandriai Szent Atanáz megemlíti Amun egyik csodáját is: Amun és társa, Theodórosz, útban Szent Antal felé, száraz lábbal keltek át egy megáradt folyón. Amun Szent Antal előtt halt meg, aki látomásában látta, amint Amun lelkét angyalok viszik a mennybe.

## Egy történet az életéből
- „Ammun abbáról mondták, hogy egy maroknyi árpán élt két hónapig. Meglátogatta Poimén abbát, és azt mondta neki: »Ha elmegyek a felebarátom kunyhójába, vagy ha ő látogat meg, mert valamire szüksége van, óvakodok attól, hogy beszélgessünk egymással, nehogy valamiféle idegen téma lopakodjék közé.« Erre azt mondta az öreg: »Jól teszed, az ifjúságnak ugyanis szüksége van az éberségre.«”[1]

## Korabeli források
Alább korabeli források találhatók magyar fordításban Szent Ámon életéről:
- Tyrannius Rufinus: Az egyiptomi szerzetesek története (ford. Pataki Elvira), Pázmány Péter Katolikus Egyetem Bölcsészettudományi Kar, Piliscsaba, 2004, ISBN 963 9296 57 0, 128–129. o.

## Lásd még
- Ortodox szentek listája
- Sivatagi atyák